# Historia Sacra Real

Historia Sacra Real est un livre d'Yshak d'Acosta publié en 1691 à Peyrehorade (Landes).
Gérard Nahon étudie le thème d'Esther et publie en 1975 un article consacré à ce thème dans l’Historia Sacra Real. Dans la première partie, il présente la vie d'Yshak d'Acosta et la communauté de Peyrehorade dont il est le haham, c'est-à-dire le rabbin. Dans la deuxième partie de l'article, il présente le contenu du livre et en particulier la façon dont le thème d'Esther nous est parvenu.
Gérard Nahon détaille les trois composantes séfarades qui sont présentes déjà dans Historia Sacra Real :
- Spatio-temporelle : les juifs ont toujours été présents en Espagne jusqu'à leur exil de 1492.
- Nobiliaire : ces juifs sont de la descendance de David et de la famille aristocratique de la tribu de Juda.
- Numéraire : les juifs ont un poids démographique en Espagne.

## L'auteur
Yshak d'Acosta est un juif espagnol-castillan, originaire du Portugal, rabbin de la communauté séfarade de Peyrehorade. Sa date de naissance est inconnue, il est mort à Amsterdam en 1702. Un deuxième livre dont il est reconnu coauteur est publié post-mortem, en 1722, Conjeturas sagradas sobre los Prophetas primeros (Conjectures saintes sur les premiers prophètes).
Gérard Nahon publie un autre article en 1996 sur Yshak d'Acosta : « Yshak d'Acosta et David Silveyra : mémoire rabbinique, mémoire politique de l'Espagne. Bayonne, 1722-1790 ».